# Ерл-Парк (Індіана)
Ерл-Парк (англ. Earl Park) — місто (англ. town) в США, в окрузі Бентон штату Індіана. Населення — 370 осіб (2020).

## Географія
Ерл-Парк розташований за координатами 40°41′8″ пн. ш. 87°25′12″ зх. д. / 40.68556° пн. ш. 87.42000° зх. д. (40.685558, -87.419932).  За даними Бюро перепису населення США в 2010 році місто мало площу 2,44 км², уся площа — суходіл.

## Демографія
Згідно з переписом 2010 року, у місті мешкало 348 осіб у 147 домогосподарствах у складі 93 родин. Густота населення становила 143 особи/км².  Було 179 помешкань (73/км²).
Расовий склад населення:
| - 98,3 % — білих - 1,4 % — осіб інших рас |

До двох чи більше рас належало 0,3 %. Частка іспаномовних становила 2,6 % від усіх жителів.
За віковим діапазоном населення розподілялося таким чином: 20,1 % — особи молодші 18 років, 65,2 % — особи у віці 18—64 років, 14,7 % — особи у віці 65 років та старші. Медіана віку мешканця становила 42,0 року. На 100 осіб жіночої статі у місті припадало 113,5 чоловіків;  на 100 жінок у віці від 18 років та старших — 104,4 чоловіків також старших 18 років.
Середній дохід на одне домашнє господарство  становив 49 540 доларів США (медіана — 44 688), а середній дохід на одну сім'ю — 55 099 доларів (медіана — 55 833). За межею бідності перебувало 21,0 % осіб, у тому числі 40,7 % дітей у віці до 18 років та 4,0 % осіб у віці 65 років та старших.
Цивільне працевлаштоване населення становило 205 осіб. Основні галузі зайнятості: освіта, охорона здоров'я та соціальна допомога — 20,0 %, виробництво — 18,0 %, роздрібна торгівля — 10,7 %, будівництво — 9,8 %.